# Art Directors Guild
Pour les articles homonymes, voir ADG.
 (janvier 2021).
Si vous disposez d'ouvrages ou d'articles de référence ou si vous connaissez des sites web de qualité traitant du thème abordé ici, merci de compléter l'article en donnant les références utiles à sa vérifiabilité et en les liant à la section « Notes et références ».
L'Art Directors Guild (ADG) est un syndicat professionnel de l'industrie cinématographique américaine fondé en 1937. Membre de l'Alliance internationale des employés de scène, de théâtre et de cinéma, il regroupe environ 2 000 professionnels du cinéma et de la télévision, basés dans l'ouest des États-Unis.
L'ADG décerne chaque année depuis 1997 les Art Directors Guild Awards (ADG Awards).

## Historique
Les membres de l'ADG sont des directeurs artistiques, des chefs décorateurs, des graphistes, des illustrateurs, et d'autres représentants de métiers de la décoration dans le cinéma et la télévision. L'association publie un trimestriel appelé Perspective.

## Art Directors Guild Awards

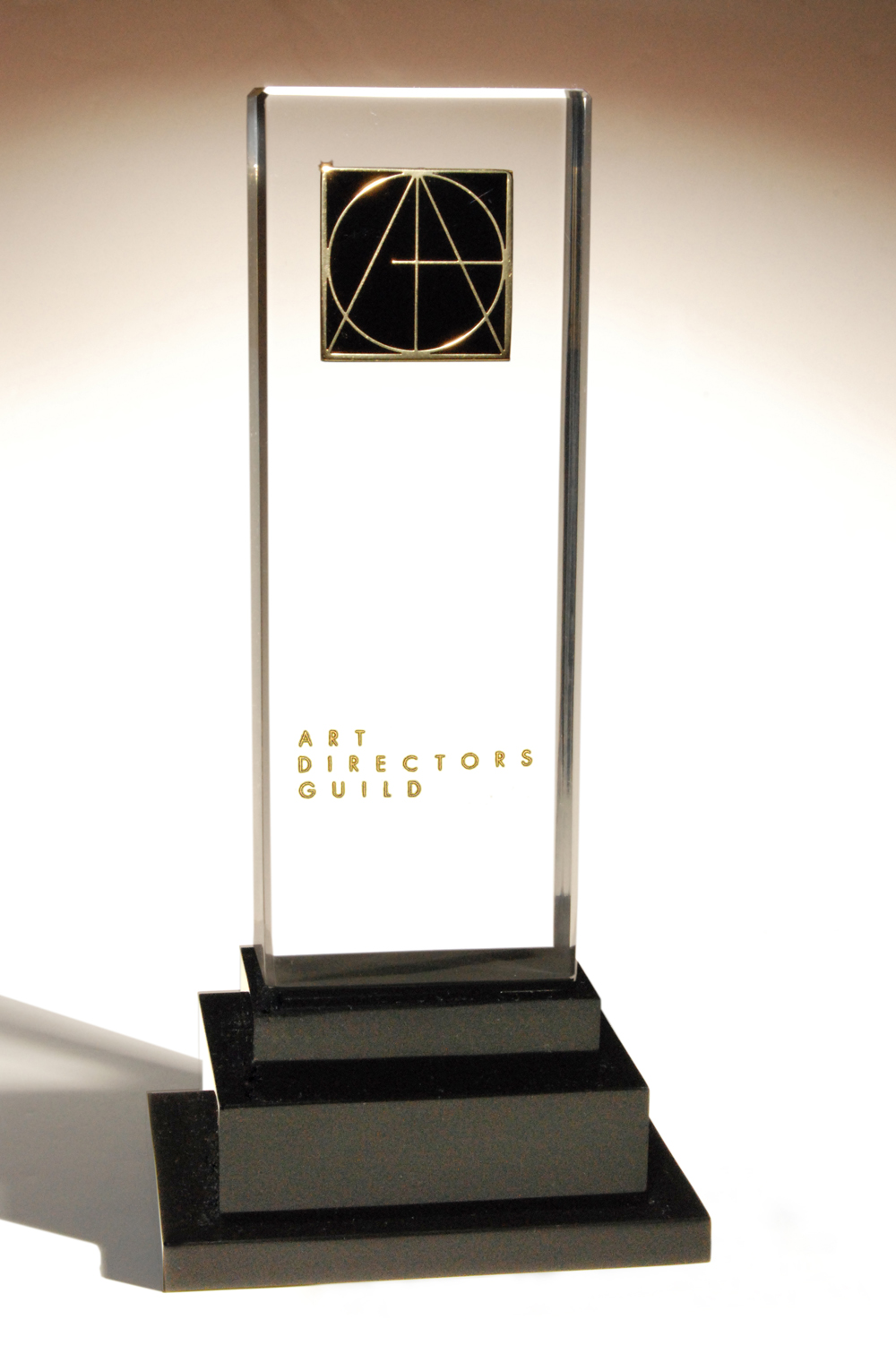
Le trophée remis aux vainqueurs des ADG Awards.

Depuis 1997, l'ADG organise chaque année au mois de février les Art Directors Guild Awards qui décernent des récompenses dans le domaine de la décoration.

### Catégories de récompense
- Film (1997-1999)
- Film contemporain (depuis 2000)
- Film d'époque, de fantasy, fantastique ou science-fiction (2000-2005)
- Film d'époque (depuis 2006)
- Film de fantasy, fantastique ou science-fiction (depuis 2006)
- Série télévisée (1997-1999)
- Série télévisée à caméra unique (depuis 2000)
- Série télévisée à caméras multiples (depuis 2000)
- Mini-série ou téléfilm (depuis 1997)
- Documentaire, clip musical ou cérémonie de remise de récompenses (depuis 1997)
- Spot publicitaire (depuis 2004)

### Palmarès

#### Années 1990
1997
- Film : Le Patient anglais

1998
- Film : Titanic

1999
- Film : Au-delà de nos rêves

#### Années 2000
2000
- Film : Sleepy Hollow

2001
- Film contemporain : Le Chocolat
- Film d'époque, de fantasy, fantastique ou science-fiction : Gladiator

2002
- Film contemporain : Le Fabuleux Destin d'Amélie Poulain
- Film d'époque, de fantasy, fantastique ou science-fiction : Moulin Rouge

2003
- Film contemporain : Arrête-moi si tu peux
- Film d'époque, de fantasy, fantastique ou science-fiction : Le Seigneur des anneaux : Les Deux Tours

2004
- Film contemporain : Mystic River
- Film d'époque, de fantasy, fantastique ou science-fiction : Le Seigneur des anneaux : Le Retour du roi

2005
- Film contemporain : Le Terminal
- Film d'époque, de fantasy, fantastique ou science-fiction : Les Désastreuses Aventures des orphelins Baudelaire

2006
- Film contemporain : Walk the Line
- Film d'époque, de fantasy, fantastique ou science-fiction : Mémoires d'une geisha

2007
- Film contemporain : Casino Royale
- Film d'époque : La Cité interdite
- Film de fantasy, fantastique ou science-fiction : Le Labyrinthe de Pan

2008
- Film contemporain : No Country for Old Men
- Film d'époque : There Will Be Blood
- Film de fantasy, fantastique ou science-fiction : À la croisée des mondes : La Boussole d'or

2009
- Film contemporain : Slumdog Millionaire
- Film d'époque : L'Étrange Histoire de Benjamin Button
- Film de fantasy, fantastique ou science-fiction : The Dark Knight : Le Chevalier noir

#### Années 2010
2010
- Film contemporain : Démineurs
- Film d'époque : Sherlock Holmes
- Film de fantasy, fantastique ou science-fiction : Avatar

2011
- Film contemporain : Black Swan
- Film d'époque : Le Discours d'un roi
- Film de fantasy, fantastique ou science-fiction : Inception

2012
- Film contemporain : Millénium : Les Hommes qui n'aimaient pas les femmes (The Girl with the Dragon Tattoo)
- Film d'époque : Hugo Cabret
- Film de fantasy, fantastique ou science-fiction : Harry Potter et les Reliques de la Mort

2013
- Film contemporain : Skyfall
- Film d'époque : Anna Karénine
- Film de fantasy, fantastique ou science-fiction : L'Odyssée de Pi

#### Années 2020
2021
- Film contemporain : Da 5 Bloods : Frères de sang
- Film de fantasy, fantastique ou science-fiction : Tenet
- Film d'animation : Soul

2022
- Film contemporain : Mourir peut attendre
- Film de fantasy, fantastique ou science-fiction : Dune
- Film d'animation : Encanto

2023
- Film contemporain : Glass Onion : Une histoire à couteaux tirés
- Film d'époque : Babylon
- Film de fantasy, fantastique ou science-fiction : Everything Everywhere All at Once
- Film d'animation : Pinocchio par Guillermo del Toro